# BAP!!
BAP!! siglas de «Brigadas Anti Policiales» en español  («Brigada Anti Polizialak», «Babarruna ta Aza Popularra», «Alubia y berza popular») fue un grupo español de hardcore. Se forman en 1983 y se disuelven en 1996, dejando tres discos grabados. En 2003 se publicó un CD y DVD con el último concierto que dieron en el Centro Social Okupado de Andoáin. Tres de sus miembros se juntaron en 2004 para ensayar nuevas canciones en un nuevo grupo: Inoren Ero Ni.

## Historia
Se formaron en Andoáin (Guipúzcoa, España) en 1983. Eneko Abrego, Jomes, Drake y  Txanpi, con nula experiencia y poca habilidad con los instrumentos, siguieron la estela de grupos que se englobaron en el llamado rock radikal vasco. Comenzaron tocando un furibundo hardcore punk, del que son precursores reconocidos en Euskadi, pero su sonido fue evolucionando disco a disco hacia un estilo con muchos más matices, influenciados (entre otras bandas) por los Bad Brains.
En 1986 grabaron una maqueta que el grupo puso en circulación y que vendían  durante sus conciertos: Babarruna ta Aza Popularra. También grabaron sus primeros cuatro temas oficiales para el recopilatorio Condenados a Luchar (Discos Suicidas) junto a otras bandas como Danba, M.C.D., Ultimátum, Zer Bizio? y Porkeria T. En un principio alternaron los temas en castellano con temas en euskera, pero terminaron grabando exclusivamente en euskera.
Hasta 1988 no apareció su primer LP, Bidehuts eta Etxe Huts (Basati Diskak). Txampi abandonó entonces la batería, entrando el hermano de Eneko, Mikel Abrego. Publicaron Zuria Beltzez, donde la evolución en el sonido es bastante notable, incluyendo, no obstante, temas en la onda de su primer trabajo.
Su tercer trabajo, Lehertzeko Garaia, lo entregaron en 1994 para la discográfica Esan Ozenki. El disco fue recibido por la crítica como el mejor de los que habían grabado hasta el momento. No sólo se produjeron mejoras a nivel compositivo, sino que los músicos tocaban cada vez mejor. De hecho, Drake y Mikel formaban una de las mejores bases rítmicas de España, según la revista musical Ruta 66.
En 1996 el grupo se separó, dejando como epitafio un documental sobre el grupo que, junto con entrevistas, se editó en el vídeo ...Ta Bestela Ondo? (Esan Ozenki). Su último concierto lo dieron en el gaztetxe de Andoáin, al que siempre estuvieron ligados y en el que tocaron muchas veces. El concierto se editó en CD y DVD por la discográfica Metak (sucesora de Esan Ozenki) en 2003 con el título de Bazen. Durante ese año Mikel, Eneko y Drake se juntaron con Borja (exguitarrista del grupo Purr) para ensayar nuevas canciones. Esto provocó que se propagaran rumores sobre una posible reunión de BAP!!, pero el grupo lo negó tajantemente y terminó publicando un disco bajo un nuevo nombre: Inoren Ero Ni.

## Miembros
- Eneko Abrego - cantante.
- Jomes - guitarra.
- Drake - bajo.
- Mikel Abrego (1989-1996) - batería.
- Txampi (1984-1989) - batería.

## Discografía

### Álbumes
- Babarruna ta Aza Popularra (Autoeditado, 1986). Maqueta editada en casete. Remasterizada e incluida en el DVD que acompaña a Bazen.
- Bidehuts eta Etxe Huts (Basati Diskak, 1988). LP.
- Zuria Beltzez (Basati Diskak, 1992). LP y CD.
- Lehertzeko Garaia (Esan Ozenki, 1994). LP y CD.
- Bazen (Metak, 2003) CD con DVD. EL DVD recoge el concierto, el material de ...Ta Bestela Ondo?, una parodia de Batman llamada Bapman (aparecida en el vídeo Hitz Egin, Esan Ozenki, 1996) y la primera maqueta remasterizada.

Zuria beltzez y Bide Huts eta Etxe Huts fueron reeditados por Esan Ozenki en 1996 en un único CD.

### Splits
- Condenados a Luchar (Discos Suicidas, 1986). Recopilatorio en el que editaron cuatro temas: «Plastikozko janariak», «Tortura NO», «Euskal Polizia» y «Palabras de engaño».

### Participaciones en recopilatorios
- «Juventud engañada» en Rock Anti-Mili (Ateneu llibertari Poble sec, 1988).
- «Gogo eta gorputzaren zilbor hesteak» en Txerokee, Mikel Laboaren Kantak (Elkar, 1990)
- «Beste aldean» en Esan Ozenki 1991-94 (Esan Ozenki, 1995).
- «HIES» en Independentzia 5 Urtez (Esan Ozenki, 1996).
- «Teknifikatu gabeko bizi amasak» en Independentzia 10 Urtez (Esan Ozenki, 2001).
- «Piztiekin», en un dico contra el TAV/AHT.
- Atzera begira, una versión grabada en el local de ensayo, en el recopilatorio Bat,Bi,Hiru...hamar.

### Vídeos y DVD
- ...Ta Bestela Ondo? (Esan Ozenki, 1996). VHS.
- Bazen (Metak, 2003) CD con DVD. EL DVD recoge el concierto, el material de ...Ta Bestela Ondo?, una parodia de Batman llamada Bapman (aparecida en el vídeo Hitz Egin, Esan Ozenki, 1996) y la primera maqueta remasterizada.